# クン・フォン・ティエンスワン
クン・フォン・ティエンスワン（タイ語: กรุณพล เทียนสุวรรณ、1976年3月4日 - ）は、タイの俳優、MC、政治家。2022年4月30日に進歩党の党首として就任している。

## 経歴
1976年、タイのバンコクシリラート病院にて誕生。父親は警官であったため、多くの州を転々としていた。バンコクに戻る前は、ペッチャブリー県で育ったことから「ペット」というニックネームが付けられていた。サムセンウィッタヤライ学校で学士号を取得した後、カセサート大学経済学部を卒業した。